# 和歌山県教育委員会
和歌山県教育委員会（わかやまけんきょういくいいんかい）は、和歌山県の教育委員会である。

## 概要
和歌山県内の教育に関する事務を所掌する行政委員会であり、6人の委員で構成される。2020年3月現在の教育長は宮﨑泉。近年は、学力向上、高校改革などの教育改革に取り組んでいる。
広義では、執行機関である教育委員会事務局を含めて、教育委員会と呼ぶこともある。

## 教育委員会の会議
- 毎月第3火曜日 13時30分～
- 教育委員会室(県庁南別館8階)

## 組織
- 教育総務局
  - 総務課
  - 給与課
  - 福利課
- 生涯学習局
  - 生涯学習課 
    - 人権教育推進室

  - スポーツ課
  - 文化遺産課
- 学校教育局
  - 学校指導課 
    - 特別支援教育室

  - 学校人事課
  - 健康体育課
  - 高校総体推進課

## 所在地
- 〒640-8585　和歌山市小松原通1丁目1番地

## 市町村教育委員会
- 和歌山市教育委員会

## 参考・外部リンク
- 和歌山県教育委員会